# Lenox (Iowa)
Lenox és una població dels Estats Units a l'estat d'Iowa. Segons el cens del 2000 tenia 1.401 habitants.

## Demografia
Segons el cens del 2000, Lenox tenia 1.402 habitants, 559 habitatges, i 335 famílies. La densitat de població era de 273,2 habitants/km².
Dels 559 habitatges en un 24,3% hi vivien nens de menys de 18 anys, en un 51,9% hi vivien parelles casades, en un 4,8% dones solteres, i en un 39,9% no eren unitats familiars. En el 34,3% dels habitatges hi vivien persones soles el 18,4% de les quals corresponia a persones de 65 anys o més que vivien soles. El nombre mitjà de persones vivint en cada habitatge era de 2,33 i el nombre mitjà de persones que vivien en cada família era de 3,02.
Per edats la població es repartia de la següent manera: un 22,1% tenia menys de 18 anys, un 8,8% entre 18 i 24, un 21,8% entre 25 i 44, un 23,1% de 45 a 60 i un 24,1% 65 anys o més.
L'edat mediana era de 43 anys. Per cada 100 dones de 18 o més anys hi havia 89,4 homes.
La renda mediana per habitatge era de 29.958 $ i la renda mediana per família de 37.917 $. Els homes tenien una renda mediana de 26.938 $ mentre que les dones 18.125 $. La renda per capita de la població era de 14.299 $. Entorn del 5,2% de les famílies i el 14,2% de la població estaven per davall del llindar de pobresa.

## Poblacions més properes
El següent diagrama mostra les poblacions més properes.